# Jan Sztwiertnia
Jan Sztwiertnia (ur. 21 sierpnia 1942 w Cisownicy) – polski polityk, poseł na Sejm IV kadencji.

## Życiorys
Ukończył w 1966 studia na Wydziale Technologii Drewna Wyższej Szkoły Rolniczej w Poznaniu. Następnie do 1972 pracował w fabrykach mebli w Świebodzinie i Katowicach. W latach 1982–2001 pełnił funkcję naczelnika, a następnie wójta gminy Goleszów, kierował też w tym okresie gminnym związkiem Ochotniczych Straży Pożarnych.
W 2001 został wybrany do Sejmu z ramienia koalicji SLD-UP jako członek koalicyjnej Unii Pracy. W marcu 2004 wraz z grupą działaczy skupionych wokół Marka Borowskiego zakładał Socjaldemokrację Polską. Był członkiem Komisji Infrastruktury, Komisji Samorządu Terytorialnego i Polityki Regionalnej oraz Komisji Ochrony Środowiska, Zasobów Naturalnych i Leśnictwa. W 2005 bez powodzenia ubiegał się o reelekcję, od 2006 do 2010 zasiadał w radzie powiatu cieszyńskiego.